# St. Laurentius (Steele)

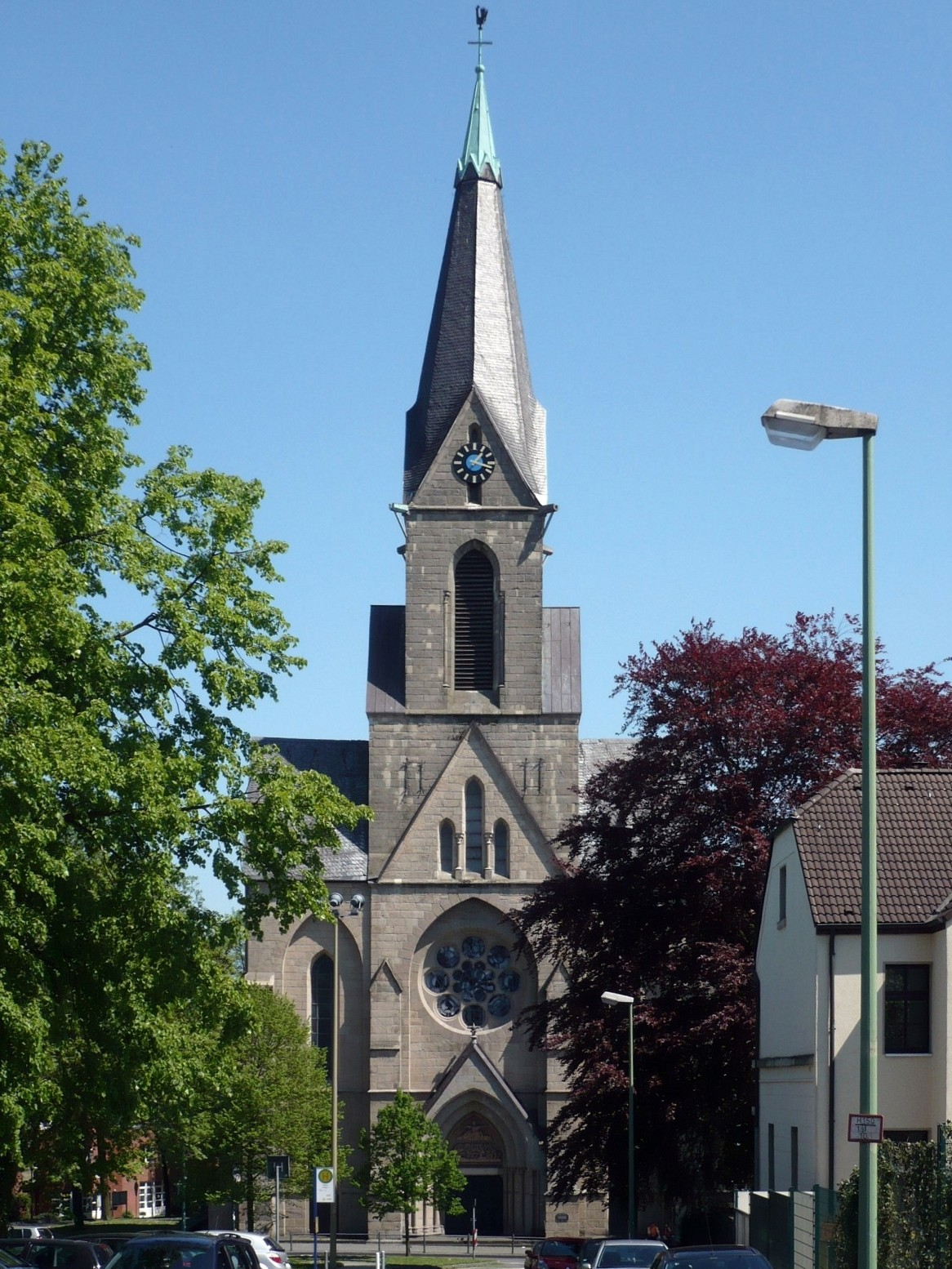
Pfarrkirche St. Laurentius

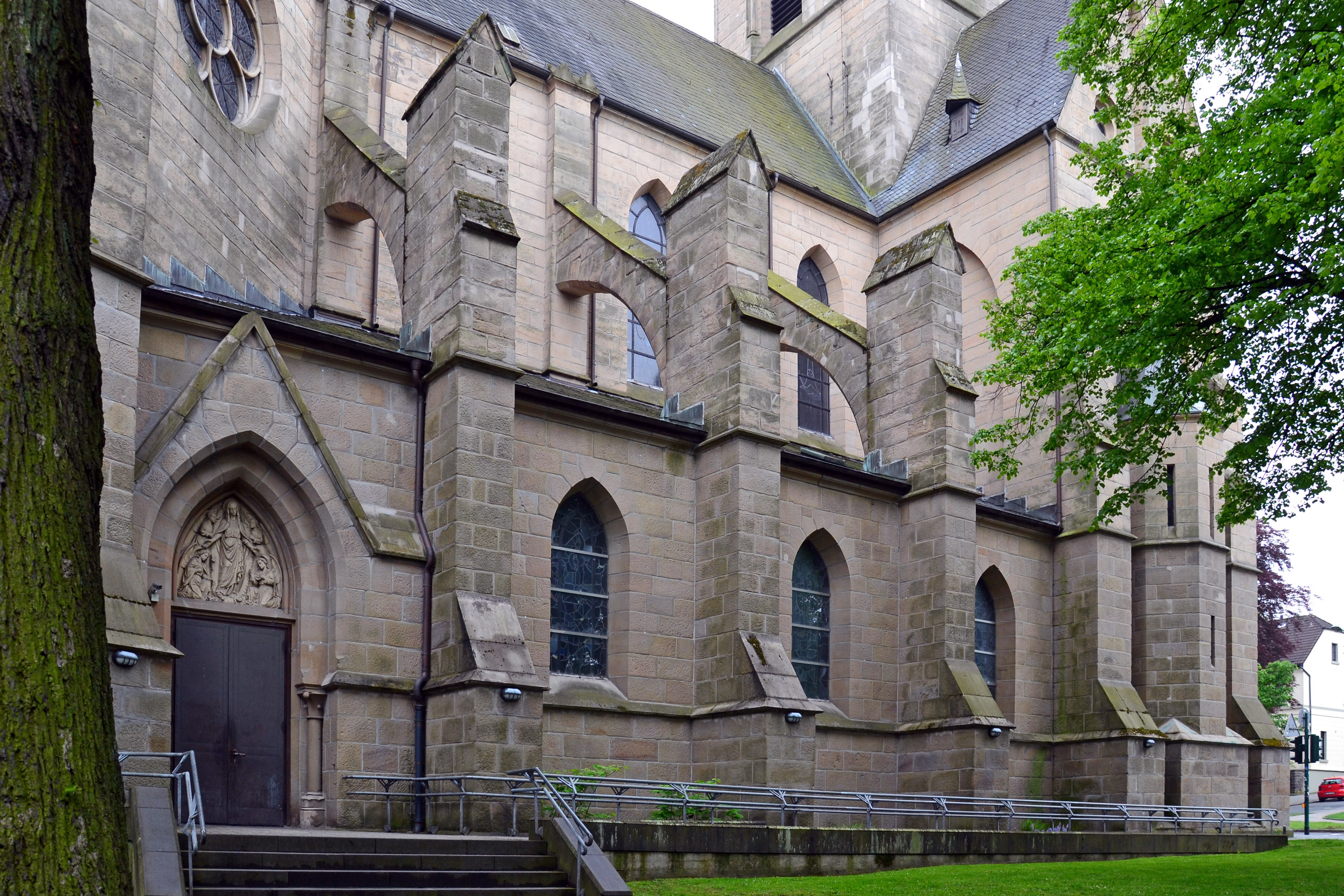
Nordseite der St.-Laurentius-Kirche

Die katholische Pfarrkirche St. Laurentius ist ein denkmalgeschütztes Kirchengebäude in Essen-Steele.

## Geschichte und Architektur

### Vorgängergebäude
Vorgängergebäude war eine Memorialkapelle aus dem 11. Jahrhundert. Der Überlieferung nach hat König Otto I. im Jahr 938 an dieser Stelle einen Gerichtstag abgehalten. Diese Kapelle wurde um 1360 durch eine kleine spätromanische Kirche ersetzt. An dieses Gebäude wurden Ende des 15. Jahrhunderts ein Seitenschiff und 1790 ein Turm angebaut. Das Gebäude wurde 1870 niedergelegt. Es befand sich etwa auf dem Areal der heutigen Kirche, die jedoch den nördlichen Bereich der mittelalterlichen Kirche nicht überdeckt. So werden dort im Boden bauliche Reste und Teile eines ehemaligen Gräberfeldes erwartet. Der Bereich wurde 1998 als Bodendenkmal in die Denkmalliste der Stadt Essen eingetragen.

### Heutiger Kirchbau
Die dreischiffige Werksteinbasilika wurde von 1870 bis 1873 nach Plänen von August Rincklake und unter der Bauleitung von Caspar Clemens Pickel errichtet. Das Gebäude steht in Formen der frühen Gotik auf einem kreuzförmigen Grundriss. Der eingebaute Westturm wurde anstatt einer ursprünglich vorgesehenen Zweiturmfassade gebaut. Der zentralisierende Ostbau mit wuchtiger, oktogoner, überkuppelter Vierung und einem sechsseitig schließenden Chor ist von malerischer Wirkung. Der Vierungsdachreiter ist zur Erinnerung an Kaiser Otto mit einer Kaiserkrone geschmückt.
Das Kirchengebäude wurde im Zweiten Weltkrieg am 23. Oktober 1944 durch eine Fliegerbombe schwer getroffen. Dabei wurde der Dachstuhl des Längsschiffs, des rechten Seitenschiffs und der rechten Seitenkapelle zerstört. Weitere schwere Schäden entstanden am Dachstuhl des Oktagons, des Priesterchors, der Sakristei und des Turms. Am 5. Juni 1945 wurde der Wiederaufbau begonnen, der sich mangels Fachleuten und Material sowie Entdeckung weiterer Schäden hinzog. 300.000 Reichsmark an Spenden unterstützten den Aufbau, so dass bis Mitte 1948 alle Rechnungen beglichen werden konnten. Die Währungsreform ließ die Kosten steigen, auch wenn jetzt mehr Material beschaffbar wurde.
Am 19. Dezember 1948, dem 4. Advent, wurde durch Weihbischof Joseph Ferche der erste Gottesdienst in der Laurentiuskirche nach dem Krieg gefeiert. Ab 1957 wurde die Kirche unter der Leitung des späteren Diözesanbaumeisters Eberhard Michael Kleffner grundlegend renoviert. Das Kirchendach und der 63 Meter hohe Turm wurden neu eingedeckt. Für die Umgestaltung des Innenraumes war der Kölner Bildhauer Rudolf Peer verantwortlich. Die Innenwände erhielten eine zurückhaltende Farbgebung. Der neue Fußboden wurde in den Farben Rosso und Verde antico in großflächigen Platten und Kleinmosaik verlegt. 1973 wurde der Haupteingang mit einem Tympanon im Spitzbogen neu gestaltet. Die Türflügel tragen 24 Bronzereliefs, die Szenen aus der Bibel zeigen. Die Entwürfe der Fenster stammen von Clemens Fischer. Die Neuausstattung von 1968 bis 1970 wurde unter der Leitung des Kölner Bildhauers Rudolf Peer vorgenommen.
Am 8. Juni 1989 wurde die Laurentiuskirche in die Denkmalliste der Stadt Essen eingetragen.
Am 18. Januar 2018 beschädigte das Sturmtief Friederike den Kirchturm. Oberhalb des westlichen Giebels, an dem sich eines der Zifferblätter der Turmuhr befindet, wurde auf mehreren Metern das schiefergedeckte Dach beschädigt. Dabei waren Schindeln und Holzbalken herabgestürzt und schlugen in das Kirchenschiff ein, verletzt wurde niemand. Gottesdienste wurden in andere Gebäude verlegt. Die Sanierungsarbeiten mit einer neuen kupfergedeckten Turmspitze und der restaurierten Turmuhr wurden im Sommer 2020 beendet. Die Kosten dazu beliefen sich auf rund 1,1 Millionen Euro. Es folgt die Erneuerung der Bedachung des Kirchenschiffs.

## Ausstattung
Die vier Bronzetafeln des Zelebrationsaltares aus Stein stellen die Eucharistie als cena, cacrificium, memoria, und testamentum dar.
Der Hochaltar wurde in der Mitte des 20. Jahrhunderts mit einem neuen Tabernakel ausgestattet.

### Orgel
Die Orgel wurde 1874 von dem Orgelbauer Franz Wilhelm Sonreck (1822–1900) erbaut. 1906 wurde das Instrument von Orgelbau Klais umgebaut, und 1999 von Klais rekonstruiert bzw. restauriert. Die Orgel hat 37 Register auf zwei Manualwerken und Pedal. Die Spieltrakturen sind mechanisch, die Registertrakturen elektrisch. 1968 erhielt die Kirche eine 11-registrige Chororgel.
| I Hauptwerk C–g3 |                  |        |
| 1.               | Prinzipal        | 16′    |
| 2.               | Bordun           | 16′    |
| 3.               | Prinzipal        | 08′    |
| 4.               | Flaut Major      | 08′    |
| 5.               | Gamba            | 08′    |
| 6.               | Gemshorn         | 08′    |
| 7.               | Gedackt          | 08′    |
| 8.               | Quintatön        | 08′    |
| 9.               | Oktave           | 04′    |
| 10.              | Hohlflöte        | 04′    |
| 11.              | Quinte           | 02 ⁄3′ |
| 12.              | Oktave           | 02′    |
| 13.              | Cornett III-IV 0 |        |
| 14.              | Mixtur IV-V      |        |
| 15.              | Trompete         | 08′    |

| II Schwellwerk C–g3 |                     |     |
| 16.                 | Liebl.Gedackt       | 16′ |
| 17.                 | Prinzipal           | 08′ |
| 18.                 | Salizional          | 08′ |
| 19.                 | Aeoline             | 08′ |
| 20.                 | Vox celeste         | 08′ |
| 21.                 | Flauto amabile      | 08′ |
| 22.                 | Rohrflöte           | 08′ |
| 23.                 | Fugara              | 04′ |
| 24.                 | Flauto traverse     | 04′ |
| 25.                 | Flautino            | 02′ |
| 26.                 | Sesquialter II      |     |
| 27.                 | Harmonia atheria IV |     |
| 28.                 | Oboe                | 08′ |
| 29.                 | Klarinette          | 08′ |

| Pedalwerk C–f1 |             |       |
| 30.            | Kontrabass  | 16′   |
| 31.            | Violon      | 16′   |
| 32.            | Subbass     | 16′   |
| 33.            | Oktavbass   | 08′   |
| 34.            | Violoncello | 08′   |
| 35.            | Superoktave | 04′ 0 |
| 36.            | Posaune     | 16′   |
| 37.            | Tromba      | 08′   |

- Koppeln
  - Normalkoppeln: II/I, I/P, II/P
  - Suboktavkoppeln: I/I, II/I, II/II
  - Superoktavkoppeln: I/I, II/P

### Glocken
Folgende klangliche Beurteilung des Geläuts wurde vom Musikdirektor Jakob Schaeben (1905–1980) aus Euskirchen erstellt:
Das große Geläut erzielt bei melodischer und harmonischer Klarheit und temperamentvollem Fluss der Klänge eine prachtvolle Wirkung.
Die 6 Glocken wurden allesamt 1964 von dem Glockengießer Hans Georg Hermann Maria Hüesker, Petit & Gebr. Edelbrock gegossen.
| Nr. | Name       | Durchmesser (mm) | Gewicht (kg, ca.) | Schlagton (HT-1/16) | Inschrift |
| 1   | Laurentius | 1.815            | 3.700             | a0 +2               | S T . L A U R E N T I U S LAURENTIUS BIN ICH GEWEIHT. IN SEINEM SCHUTZ NUN SCHON TAUSEND JAHRE DER ALTVÄTER GLAUBEN STETS TREU HAT BEWAHRT DIE STEELER TOCHTER DER RÖMISCHEN KIRCHE. |
| 2   | Maria      | 1.625            | 3.000             | h0 +1               | MARIA, ROSENKRANKZ - KÖNIGIN HR GABT FREUDIG MIR DASEIN UND FROMMEN SINN. GOTTESRUF TÄGLICH ZU EUCH ICH TRAGE HIN UND SINGE DER ROSENKRANZKÖNIGIN.                                   |
| 3   | Joseph     | 1.342            | 1.750             | d1 +1               | S T. J O S E P H ST. JOSEPH HABT IHR MICH GENANNT DURCHS LEBEN IN DIE EWIGKEIT, GEB ICH EUCH DAS GELEIT.                                                                             |
| 4   | Johannes   | 1.230            | 1.180             | e1 +1               | S T. J O H A N N E S, E V GAR GERN GIBT EUCH MEIN EHERN MUND DES CHRISTEN SCHÖNSTE TUGEND KUND: DIE LIEBE HÖRET NIMMER AUF.                                                          |
| 5   | Engelbert  | 1.083            | 820               | fis1 +1             | GOTT SEI PREIS UND DANK IHM SINGE ICH DEN LOBGESANG. UND ALLEN MENSCHEN WEIT UND BREIT, SEI RECHT UND FRIED IN EWIGKEIT.                                                             |
| 6   | Anna       | 900              | 450               | a1 +2               | S T. A N N A KOMMT HER IHR MENSCHENKINDER SUCHT SANKT ANNA IN DER NOT. KOMMT AUCH IHR, BETRÜBTE SÜNDER, SIE VERMAG GAR VIEL BEI GOTT.                                                |